# Christian Henrik Brasch
Christian Henrik Brasch, född den 4 augusti 1811, död den 28 maj 1894, var en dansk historiker
Brasch var 1847-1886 präst i Vemmetofte och skrev Vemmetoftes historie (3 band, 1859-1863), Gamle Ejere af Bregentved 1382-1740 (1873) samt tre studier till Kristian V:s historia: Om Robert Molesworths Skrift "An account of Denmark" 1685 (1879), Det polske Kongevalg 1674 (1882) och Griffenfelds Kjerlighed till Charlotte Amélie la Trémouille (1885).

## Utmärkelser
- Riddare av Dannebrogorden,  1882[2]

[Redigera Wikidata]